# Sydsvenska kreditaktiebolaget, Stockholm

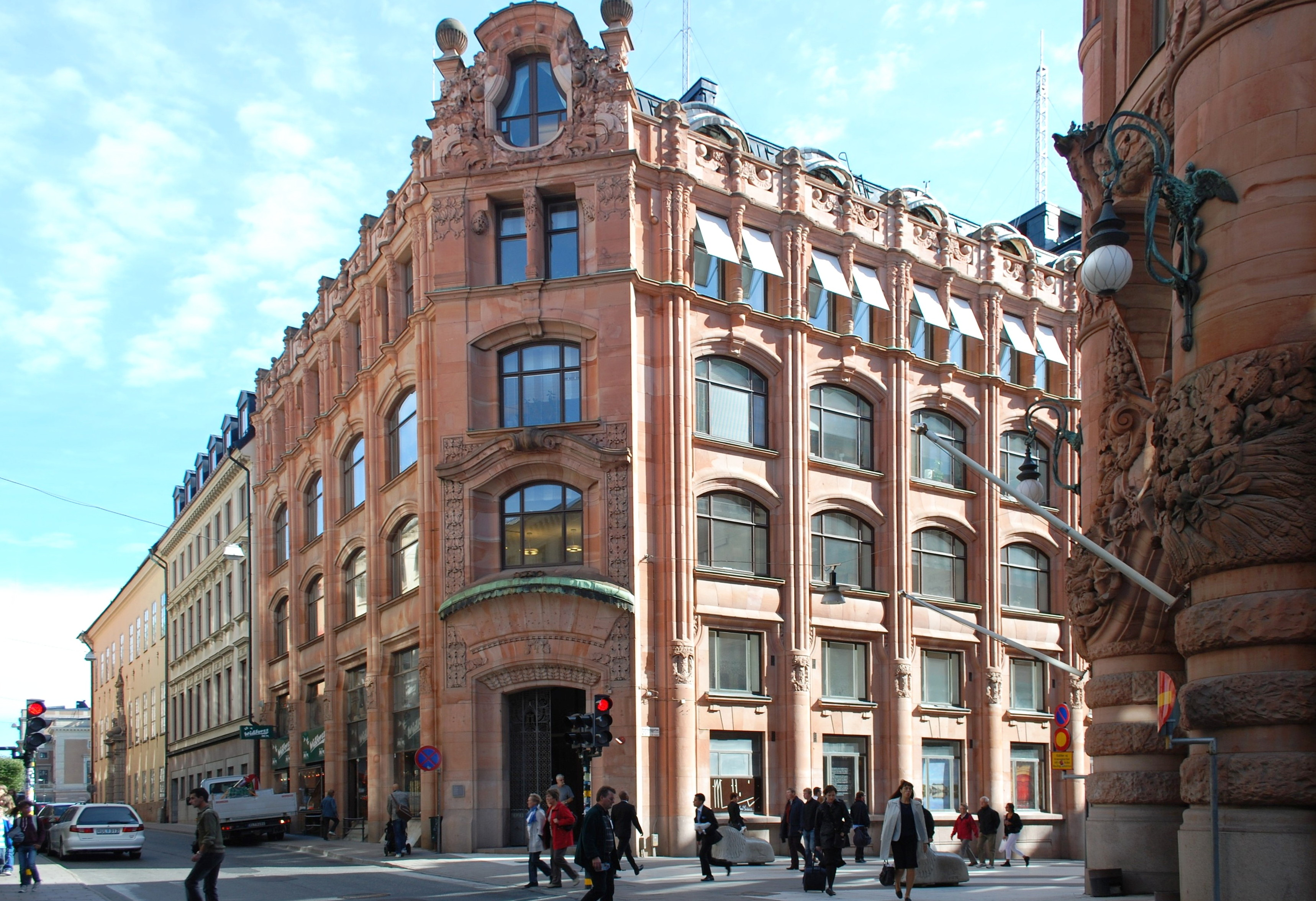
Bankbyggnaden 2009. Till höger skymtar Skånebanken.

Sydsvenska kreditaktiebolaget är en bankbyggnad i kvarteret Lejonet i centrala Stockholm vid hörnet Drottninggatan 4, Fredsgatan 5.

## Historik

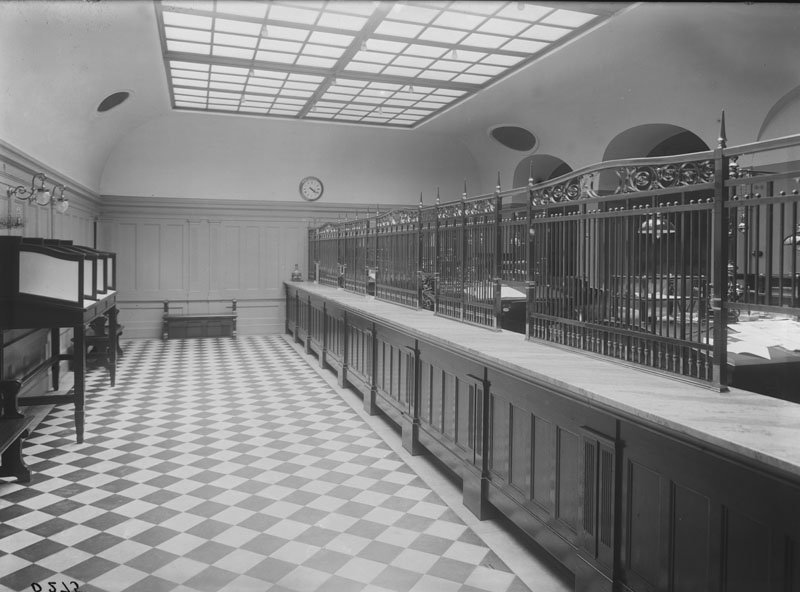
Gamla bankhallen.

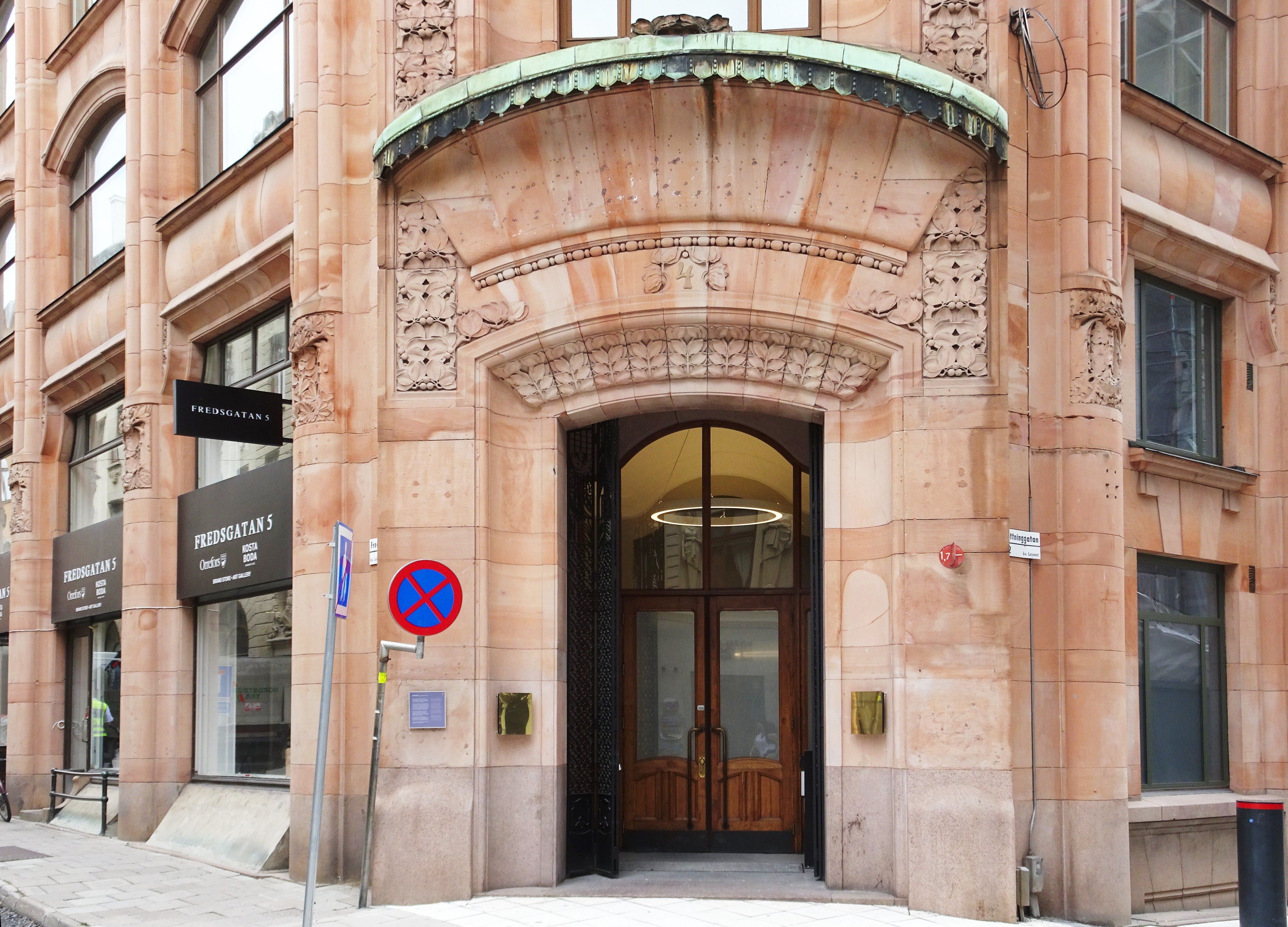
Hörnentrén, Drottninggatan 4 / Fredsgatan 5.

Huset ritades av Gustaf Wickman och invigdes 1909. Bolaget lät 1905 riva en äldre byggnad  i för att ge plats åt ett nytt bankpalats. Vid denna tiden hade huvudstadens ekonomiska centrum förskjutits från Gamla stan, över Norrström till de södra Klarakvarteren, Arsenalsgatan och Kungsträdgården. Utmed Fredsgatan låg vid denna tid redan fem bankpalats, och uppdraget att rita huset gick till arkitekten Gustaf Wickman som redan hade ritat två av palatsen (Sundsvallsbanken och Skånebanken).
Wickman ritade en modern jugendbyggnad i röd skånsk övedssandsten. De stora fönstren skulle föra tankarna till dåtidens amerikanska skyskrapor. Byggnaden är således både i material och struktur besläktad med Skånebanken på motsatt sida av gatan. I tidstypisk jugend pryddes fasaden med motiv ur Skånes och Blekinges flora, så som reliefer av ek, kastanj, lönn apel och valnöt. 1909 kunde Sydsvenska kreditaktiebolaget slå upp portarna för det nya huvudkontoret.
Den kvadratiska bankhallen i byggnadens mitt täcktes av ett plant glastak och dekorerades med sparsam dekor i jugendrokoko. Den omgavs av direktörsrum åt Drottninggatan och butiker åt Fredsgatan. En trappa upp låg fondavdelningen samt uthyrningslokaler. Byggnaden hade kostat två miljoner kronor.

## Husets vidare öden
Då banken drabbades av ekonomisk kris och tvingades man 1922 att sälja byggnaden. Den rekonstruerade AB Sydsvenska banken flyttade till Adelswärdska huset. Huset disponerades därefter av Brandförsäkringsbolaget Norrland, och från 1930-talets slut av Göteborgs handelsbank (senare PKbanken och Nordbanken). Då Nordea på 2000-talet flyttade ut försvann den sista banken på Fredsgatan.
Byggnaden förvärvades redan 1979 av staten. Idag rymmer den kontorslokaler för Utrikesdepartementet och butiker. Fastigheten är blåmärkt av Stadsmuseet i Stockholm, vilket är det starkaste skyddet och innebär "att bebyggelsen bedöms ha synnerligen höga kulturhistoriska värden".